# Lumír
Lumír je mužské křestní jméno slovanského původu. Podle českého kalendáře má svátek 28. února. Jméno má význam mírumilovný a pravděpodobně pochází z padělaného Rukopisu královédvorského z 19. století, v němž Lumír byl bájný pěvec. Ženským ekvivalentem je Lumíra.

## Statistické údaje
Následující tabulka uvádí četnost jména v ČR a pořadí mezi mužskými jmény ve srovnání dvou roků, pro které jsou dostupné údaje MV ČR – lze z ní tedy vysledovat trend v užívání tohoto jména:
| Rok       | Četnost   | Pořadí      |
| 1999      | 4132      | 92.         |
| 2002      | 4066      | 92.         |
| Porovnání | o 66 méně | žádná změna |
| 2006      | 3906      | 98.         |
| 2016      | 3500      | 254.        |

Změna procentního zastoupení tohoto jména mezi žijícími muži v ČR (tj. procentní změna se započítáním celkového úbytku mužů v ČR za sledované tři roky 1999-2002) je -0,9%.

## Známí nositelé jména
- Lumír (bájný pěvec) – bájný pěvec zmíněný v Rukopisu královédvorském
- Lumír Aschenbrenner - český politik
- Lumír Čivrný - český a československý básník
- Lumír Havránek - československý fotbalista, obránce
- Lumír Jisl - český archeolog a orientalista
- Lumír Kantor - český dětský lékař, soudní znalec a vysokoškolský pedagog
- Lumír Mistr - český fotbalista
- Lumír Mochel - český fotbalista
- Lumír Ondřej Hanuš - český chemik a vědec
- Lumír Olšovský – český herec
- Lumír Poláček - český archeolog
- Lumír Sakmar – český horník, obdoba sovětského Stachanova
- Lumír Sedláček - český fotbalový obránce nebo záložník
- Lumír Ševčík - český akademický malíř, ilustrátor, grafik a typograf

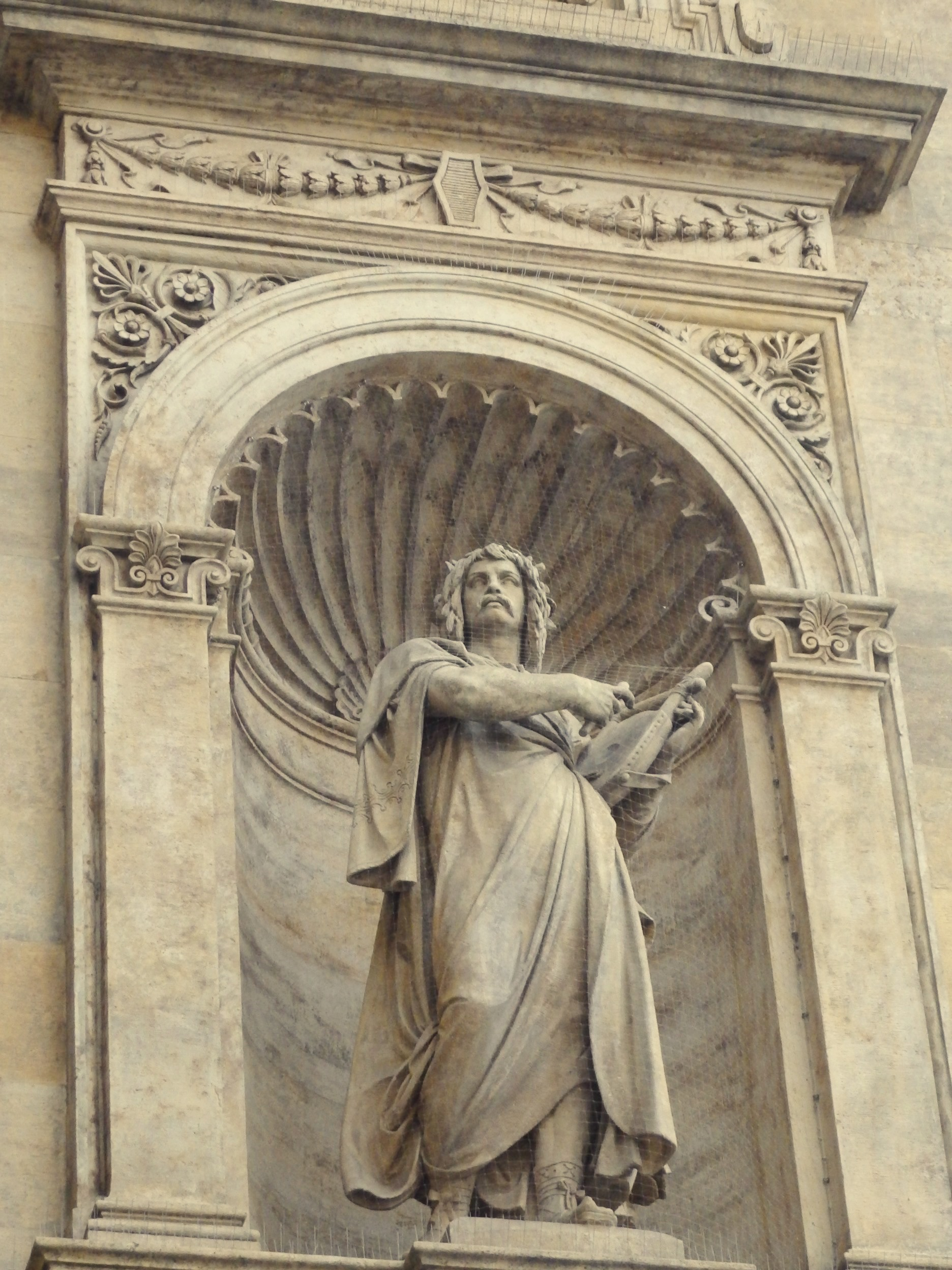
Antonín Pavel Wagner: Pěvec Lumír na průčelí Národního divadla

- Lumír Tuček – český básník a dramatik
- Lumír Honzík - český hvězdář a kečupák

## Literární, hudební a výtvarné postavy
- Lumír – bájný slovanský pěvec, popsaný v básni „Záboj“ v Rukopise královédvorském a zpodobovaný výtvarnými umělci českého národního obrození:
  - Josef Mánes (ilustrace rukopisu)
  - Antonín Pavel Wagner (socha na průčelí Národního divadla)
  - Josef Václav Myslbek: alegorické sousoší Lumír a Píseň ve Vyšehradských sadech
  - neznámý sochař: socha v průčelí Reinwartova domu v Praze
- Lumír - hrdina opery Mlada, kterou vytořil César Cui
- Lumír Fajst – fiktivní postava z knihy Karla Poláčka Bylo nás pět. Ve stejnojmenném seriálu ho hraje Stanislav Zindulka.
- Lumír - postava z českého televizního seriálu Ulice

## Ostatní
- Lumír (časopis) – literární časopis vycházející od r. 1851; skupina spisovatelů kolem časopisu se pak nazývala lumírovci